# Molbitz (Rositz)
Molbitz ist ein Ortsteil von Rositz im ostthüringischen Altenburger Land 4 km nordwestlich der Kreisstadt Altenburg. Der Ort ist im Jahre 1950 aus der Verschmelzung von Ober- und Untermolbitz hervorgegangen.

## Geografie
Der Ort liegt im Gerstenbachtal inmitten von Feldern im Altenburg-Zeitzer Lößhügelland. Angrenzende Orte sind im Uhrzeigersinn im Norden beginnend die Altenburger Ortsteile Rautenberg, im Osten Oberzetzscha, im Südosten der Altenburger Stadtteil Zschernitzsch, im Süden Oberlödla und im Westen Rositz.

## Geschichte

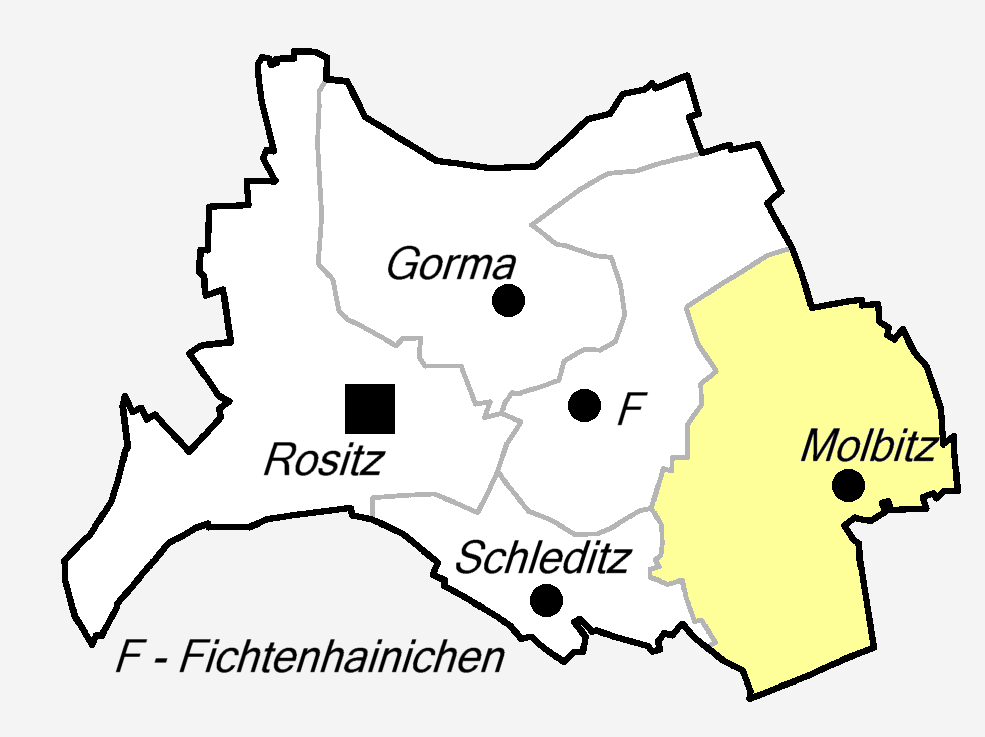
Lage von Molbitz in der Gemeinde Rositz

Nordwestlich von Molbitz zwischen dem Ort und Rositz haben archäologische Grabungen eine jungsteinzeitliche Siedlung mit ungefähr 150 Wohnstätten zutage gefördert, diese gehört zu den größten urzeitlichen Siedlungsfunden im Altenburger Land. Molbitz wurde als Maluwiz erstmals 1181 bis 1214 urkundlich erwähnt. Es entstanden zwei räumlich getrennte Orte, so dass 1445 Obermolbitz Mallewicz superior und Untermolbitz Mallewicz inferior genannt wurde. Beide Orte waren nach Zschernitzsch eingepfarrt. Auch die Schule befand sich dort.
Im Zweiten Weltkrieg wurden beide Orte durch die Nähe zu den DEA-Mineralölwerken stark zerstört. Um den Ort herum war die Flugabwehr stationiert. Die erste Bombe detonierte im Oktober 1940 in Obermolbitz. Ein verheerender Fliegerangriff auf das Werk erfolgte am 16. August 1944. Der schwerste Luftangriff erfolgte am 14. Februar 1945 gegen 9 Uhr abends. Insgesamt fielen ungefähr 320 Bomben allein auf Ober- und Untermolbitz, dabei starben 14 Menschen. Als Luftschutzräume diente der Tiefbauschacht der Altenburger Kohlenwerke. In dieser Nacht wurde jedes Wohnhaus der beiden Orte beschädigt, zahlreiche Bombentrichter schlossen die Orte ein.
Am 1. Juli 1950 wurde Ober- und Untermolbitz zur Gemeinde Molbitz zusammengeschlossen. Es wurde die BSG Aktivist gegründet. Im Jahr 1956 wurde ein staatlicher Kindergarten errichtet. Das Kolonialwarengeschäft, welches bereits vor der Jahrhundertwende eröffnete, wurde zu einem Konsum, der 1965 wegen Platzmangels in den Gasthof Untermolbitz umzog. In den 1960er Jahren traten die letzten Bauern der LPG Typ III Einigkeit ein. In den inzwischen stillgelegten Altenburger Kohlenwerken entstand ein Gemeindezentrum mit Gaststätte und Kegelbahn. Untermolbitz besaß einen Dorfteich, der allerdings austrocknete, da kein Wasserbedarf von Seiten der Industrie mehr bestand. Die Eingliederung von Molbitz in die Gemeinde Rositz geschah am 1. Januar 1973.
Heute befindet sich in Obermolbitz die Kreisstraßenmeisterei des Landkreises Altenburger Land.
In den 1980er Jahren war die Wiederaufnahme des Braunkohleabbaus im Meuselwitz-Rositzer Braunkohlerevier geplant, welche aber nicht zur Ausführung kam. Dem geplanten „Tagebau Meuselwitz“ zwischen Meuselwitz und Rositz hätte ein Großteil des Gemeindegebiets von Rositz einschließlich eines Teils von Molbitz weichen müssen.

### Obermolbitz
Im 15. Jahrhundert bestand Obermolbitz aus vier Höfen. Im Jahr 1841 lebten 53 Einwohner im Ort. Allein auf Obermolbitzer Flur bestanden im ausgehenden 19. Jahrhundert drei Braunkohlengruben, die bekannteste war die Annagrube (zwischen Molbitz und Oberlödla). Im Jahr 1910 lebten 97 Menschen im Ort, 1933 106, acht weniger als sechs Jahre später. Obermolbitz besaß vom 19. Juni 1872 bis 14. Dezember 2002 einen Haltepunkt an der Bahnstrecke Zeitz–Altenburg. Obermolbitz hatte im Jahr 2012 97 Personen Einwohner.

### Untermolbitz
Untermolbitz bestand im 15. Jahrhundert aus fünf Höfen. In dem ehemaligen Sackgassendorf lebten 1841 93 Einwohner, 1880 waren es bereits 156. In dem Ort existierte eine Kirche, die 1518 neu errichtet wurde. Im Jahre 1831 war sie so baufällig, dass sie abgetragen wurde. Die Einwohnerzahl von Untermolbitz lag wesentlich höher als die von Obermolbitz, so waren es 1910 246, 1933 446 und 1939 486 Menschen. Im Ort existierte ein Gasthof, der bereits im November 1945 nach Kriegseinwirkungen wiedereröffnet wurde.
Der Ort verwandelte sich mit der Industrialisierung in der zweiten Hälfte des 19. Jahrhunderts in ein Bergarbeiterdorf, es wurden die Teich- und Ostsiedlung errichtet. Die Grube Nummer 20 wurde bereits um 1870 betrieben und 1890 von einer Leipziger Firma gekauft. Diese Altenburger Kohlenwerke wurden 1905 von den Rositzer Braunkohlenwerken AG erworben und errichteten in den 1920er Jahren eine neue Brikettfabrik. Der Braunkohlenbergbau erreichte nach dem Ersten Weltkrieg seinen Höhepunkt. Mit der Auskohlung der Neuen Sorge, des ehemaligen Teersees, 1932 wurde eine Seilbahn zwischen DEA und den Kohlenwerken errichtet. In den 1960er Jahren stellten diese ihre Produktion ein.

## Religion
Die Lutheraner des Ortes gehören der Kirchengemeinde Altenburg-Zschernitzsch im Kirchenkreis Altenburger Land der Evangelischen Kirche in Mitteldeutschland an. Für die Katholiken ist die Pfarrei Mutter Gottes vom Berge Karmel in Rositz zuständig, die zum Dekanat Gera im Bistum Dresden-Meißen gehört.

## Verkehr

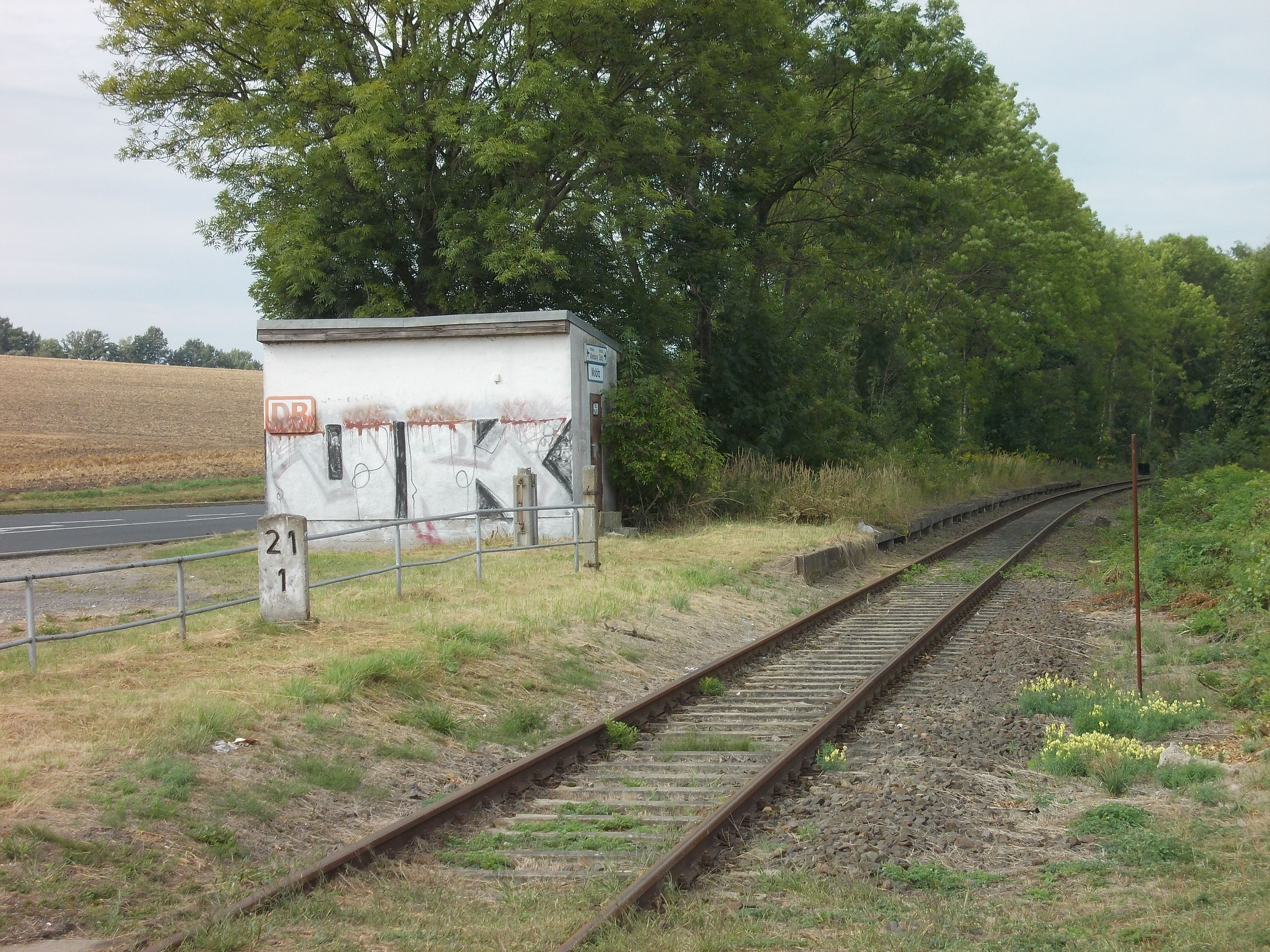
Ehemaliger Haltepunkt Molbitz, Wartehalle

Durch Molbitz verläuft die Kreisstraße 223. Zwischen 1899 und 2002 hatte Molbitz einen Haltepunkt an der Bahnstrecke Zeitz–Altenburg.

## Persönlichkeiten
- Edgar Braun (* 9. Juni 1939) – Generalmajor des Ministeriums für Staatssicherheit